# 郭閔碩
郭閔碩（韓語：곽민석，1970年1月14日—），本名郭仁俊，韓國男演員。

## 演出作品

### 電視劇
- 2007年：MBC《冬候鳥》
- 2008年：MBC《伊甸園之東》
- 2009年：MBC《一枝梅歸來》
- 2009年：MBC《朋友，我們的傳說》
- 2009年：MBC《魂》飾演 勝根
- 2009年：KBS《熱血生意人》
- 2010年：MBC《Gloria》
- 2010年：MBC《惡作劇之吻》飾演 賢雅的丈夫
- 2011年：SBS《Midas》
- 2011年：MBC《階伯》飾演 穆翰德
- 2011年：MBC《爱情万万岁》
- 2012年：KBS2《順藤而上的你》飾演 池PD
- 2012年：SBS《美味人生》
- 2013年：OCN《特殊案件專案组TEN 2》飾演 金宇哲
- 2014年：KBS2《Drama Special－漆黑》
- 2014年：tvN《未生》飾演 審查組長
- 2016年：KBS《太陽的後裔》飾演 李韓秀
- 2016年：tvN《Dear My Friends》飾演 楊教授
- 2017年：SBS《超人家族2017》飾演 徐專務
- 2017年：OCN《隧道》
- 2017年：tvN《秘密森林》飾演 時事新聞MC
- 2018年：JTBC《Misty》飾演 韓基勳
- 2018年：SBS《Miss Ma：復仇的女神》
- 2019年：OCN《圈套》
- 2019年：MBC《The Banker》
- 2019年：JTBC《輔佐官–改變世界的人們》飾演 富江電子社長
- 2019年：tvN《60天，指定倖存者》
- 2020年：SBS《飛吧開天龍》飾演 許宰永
- 2021年：MBC《直到瘋狂》飾演 李賢重
- 2022年：ENA《非常律師禹英禑》饰演 法官
- 2022年：KBS2《依法相爱吧》
- 2023年：Disney+《舊案尋兇2》饰演 姜胜模
- 2023年：KBS《高麗契丹戰爭》飾演 元宗奭
- 2024年：Disney+《無聲蛙鳴》饰演 金主管

### 電影
- 2004年：《犯罪的重構》
- 2004年：《鬼變臉》
- 2005年：《心動長腿叔叔》
- 2005年：《智齒》
- 2005年：《颱風》
- 2006年：《我的恐怖女友》
- 2006年：《死期將至》
- 2006年：《天下壯士麥當娜》
- 2006年：《寂靜的世界》
- 2007年：《生人解剖》
- 2007年：《愛情》
- 2008年：《有仇必報》
- 2008年：《摩登男孩》
- 2009年：《女演員》
- 2011年：《Children...》
- 2011年：《痛症》
- 2012年：《鐵線蟲入侵》
- 2012年：《鄰居》
- 2013年：《同窗生》
- 2014年：《好朋友們》
- 2015年：《秘密調查》
- 2015年：《少數意見》
- 2015年：《憤怒的律師》
- 2016年：《4等》
- 2016年：《鳳伊 金先達》
- 2016年：《潘朵拉》
- 2017年：《因為愛》
- 2019年：《姊姊》飾演 金代表
- 2019年：《柳烈的音樂專輯》飾演 面片湯店主人
- 2020年：《Okay！夫人》飾演 青瓦台秘書官
- 2020年：《小石頭》飾演 主教
- 2021年：《Double Patty》飾演 公司高層
- 2022年：《背背》飾演 韓政宇（特別出演）

## 外部連結
- 郭閔碩的X（前Twitter）
- 郭閔碩的Facebook專頁
- 郭閔碩的Instagram帳戶
- 곽인준 공식사이트
- Naver電影人物資料